# Taenaris verbeecki
Taenaris verbeecki är en fjärilsart som beskrevs av Hans Fruhstorfer 1904. Taenaris verbeecki ingår i släktet Taenaris och familjen praktfjärilar. Inga underarter finns listade i Catalogue of Life.